# اتنیو آبل
اتنیو آبل (انگلیسی: Othenio Abel; ۲۰ ژوئن ۱۸۷۵ – ۴ ژوئیهٔ ۱۹۴۶) (نام کامل: Othenio Lothar Franz Anton Louis Abel) یک دانشمند در زمینه دیرینه‌شناسی و زیست‌شناسی تکاملی اهل اتریش بود.
او به همراه لوییس دولو از بنیانگذاران علم پالئوبیولوژی بود و بخش زیادی از زندگی خود را صرف مطالعه و تحقیق درمورد زندگی و محیط‌زیست موجودات فسیل‌شده کرد.